# Mecodina semophora
Mecodina semophora är en fjärilsart som beskrevs av Oswald Beltram Lower 1903. Mecodina semophora ingår i släktet Mecodina och familjen nattflyn. Inga underarter finns listade i Catalogue of Life.